# Džang Anda
To je ime in priimek kitajske osebe; priimek je Džang.
Džang Anda (pinjin: Zhang Anda), kitajski igralec snookerja, * 25. december 1991, Šaoguan, Guandong, Ljudska republika Kitajska.
V svetovni karavani je debitiral v sezoni 2009/10. Vanjo se je uvrstil z zmago na ACBS azijskem prvenstvu do 21 let.

## Osvojeni turnirji

### Amaterski turnirji
- ACBS azijsko prvenstvo do 21 let - 2009